# Kalciînivka, Bahmaci
Kalciînivka (în ucraineană Кальчинівка) este un sat în comuna Biloveji-Perși din raionul Bahmaci, regiunea Cernihiv, Ucraina.

## Demografie
Componența lingvistică a localității Kalciînivka
     Ucraineană (95,24%)
     Rusă (4,76%)
Conform recensământului din 2001, majoritatea populației localității Kalciînivka era vorbitoare de ucraineană (95,24%), existând în minoritate și vorbitori de rusă (4,76%).